# SoFaygo
Андре Донтрел Бурт-молодший (англ. Andre Dontrel Burt Jr.), відомий як SoFaygo — американський репер. У 2020 році Бурт випустив мікстейп Angelic 7, до якого увійшов його проривний сингл 2019 року Knock Knock, що став вірусним у TikTok наприкінці 2020 року. Його дебютний альбом Pink Heartz вийшов 11 листопада 2022 року на лейблі Тревіса Скотта Cactus Jack Records. Він також співпрацював з іншими престижними артистами, такими як Don Toliver, Nav та Trippie Redd та інші.

## Кар'єра
Свою першу пісню Бурт записав у дев'ять років у підвалі друга. Він почав більш серйозно займатися музикою в підлітковому віці, відвідуючи середню школу Etowah High School. Бурт виступав під сценічним псевдонімом Trvllinese до випуску міні-альбому We Are Aliens у 2018 році.
Бурт випустив свій дебютний мікстейп War у 2019 році. Незабаром після цього він почав збирати місцеву фан-базу. Ця популярність привела до того, що його відкрив для себе Taz Taylor, засновник звукозаписного лейблу Internet Money, який запропонував йому підписати контракт з лейблом. Пізніше Бурт поїхав до Лос-Анджелеса, щоб розглянути цю пропозицію, але врешті-решт відмовився. У цей час Бурт подружився з репером Lil Tecca, і вони почали співпрацювати. Ця співпраця призвела до випуску його другого мікстейпу, Angelic 7, який привів до синглу Knock Knock у 2019 році. Після виходу проекту його фан-база в інтернеті ще більше зросла, а пісня згодом стала вірусною в TikTok.
Незабаром після цього він випустив свій третій мікстейп After Me, якому передували сингли Off the Map та Everyday. У лютому 2021 року Бурт підписав контракт з лейблом Тревіса Скотта Cactus Jack Records, до якого входять інші популярні репери, такі як Sheck Wes і Don Toliver. У червні 2021 року Бурт з'явився у веб-серіалі Genius Open Mic, де виконав свій сингл Knock Knock.
20 серпня 2021 року SoFaygo з'явився на фіту на пісні MP5 з альбому Тріппі Редда Trip at Knight. Пісня стала його першим релізом, який потрапив у Billboard Hot 100, дебютувавши на 86 місці. 1 вересня 2021 року він випустив пісню Let's Lose Our Minds, яка стала головним синглом альбому Pink Heartz і його першим релізом під лейблом Cactus Jack з моменту його підписання. 8 жовтня SoFaygo з'явився на альбомі Дона Толівера Life of a Don у треку Smoke.
14 червня 2022 року SoFaygo випустив міні-альбом B4PINK, напередодні виходу Pink Heartz. Того ж дня XXL оголосив, що SoFaygo є частиною їхнього 2022 Freshman Class.
Всього через місяць, 15 липня 2022 року, його міні-альбом Babyjack, який, як повідомляється, витік неофіційно, був викладений на акаунті prettyboyarchive ексклюзивно на SoundCloud. 17 жовтня 2022 року вийшли чотири пісні з його дебютного альбому Pink Heartz, на якому взяв участь Кен Карсон. Того ж дня він оголосив дату виходу альбому - 11 листопада.

## Музичний стиль
Основний вплив на SoFaygo справили такі репери, як Drake, Travis Scott, Chief Keef, Lil Wayne, Кріс Браун, Playboi Carti та Lil Uzi Vert.

## Дискографія

### Студійні альбоми
- 2022 — Pink Heartz

### Мініальбоми
- 2018 — Goonland
- 2018 — We Are Aliens
- 2019 — Delineation
- 2019 — Hostility
- 2020 — The Reveal Vol. 1
- 2020 — 4U
- 2020 — Web
- 2022 — B4Pink
- 2022 — BabyJack
- 2023 — PLUS+

### Мікстейпи
- 2019 — War
- 2020 — Angelic 7
- 2020 — After Me